# Bodo Berheide

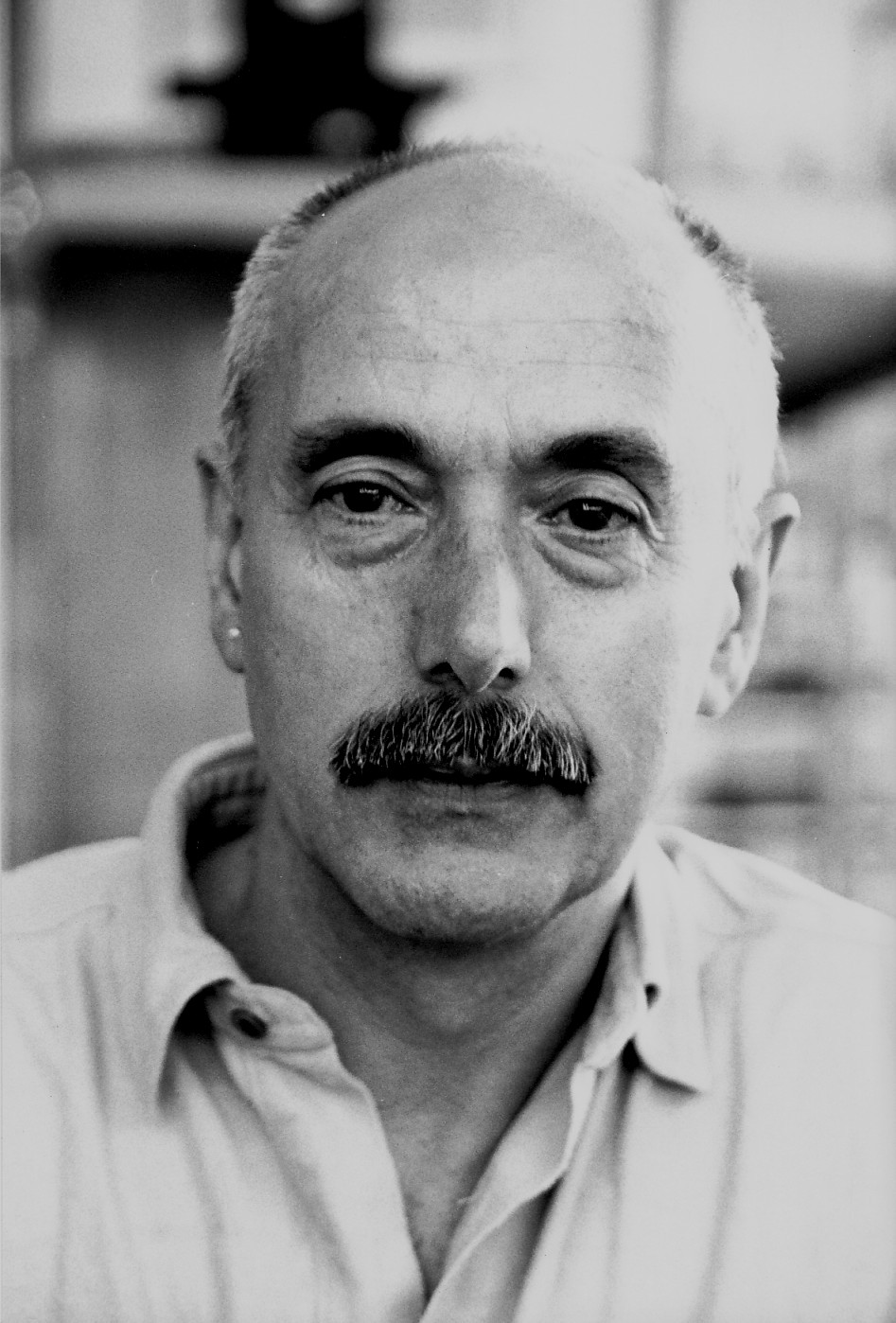
Bodo Berheide, 1994

Bodo Berheide (* 1944 in Oberhof, Thüringen) ist ein Künstler und Bildhauer.

## Leben
Bodo Berheide studierte 1972 bis 1977 an der Kunstakademie Düsseldorf bei Joseph Beuys in der so genannten Beuysklasse.
Seit 1977 entstehen Arbeiten mit Zeichnungen, Skulpturen, Objekten und Performances. Thematisiert werden von ihm schwerpunktmäßig Natur und Umwelt, Wirtschaftlichkeit und Solidarität. Im selben Jahr ist Berheide Mitbegründer des Atelier- und Galerie-Kollektiv (eine Galerie für intermediale Zusammenarbeit). Zu dieser Zeit beginnt er auch mit Ausstellungen im In- und Ausland. 
Seit 1992 sind es überwiegend objektähnliche Arbeiten aus Holz und Metall, sowie Stempel mit Figurationen und Texten, die Berheide herstellt. Häufig sind es geprägte Objekte aus wiederverarbeitetem Zeitungspapier. Berheide lebt und arbeitet in Wuppertal. Das fertige Kunstwerk hat bei Berheide einen untergeordneten Stellenwert, es stellt lediglich eine Etappe zum nächsten dar. Wichtiger sind ihm die Arbeitsvorgänge zwischen dem Entstehen, dort wo die künstlerische Interaktion mit Kollegen und anderen Menschen stattfindet. In diesen Zwischenräumen findet die kollektive kreative Transformation statt. Künstlerische Ereignisse geschehen weniger in Galerien, Museen oder anderen Kunsträumen, sondern sind an jedem Ort möglich. Deshalb wird das Einrichten einer Druckereiwerkstatt in Matagalpa (Nicaragua) als Performance beschrieben.

## Figura Magica
Berheides Hauptprojekt entstand 1988 mit dem Guss der Figura Magica. Es ist eine 6-Tonnen-Eisenskulptur in der Form eines überdimensionalen Hufeisenmagneten. Nach drei Jahren wurde sie von Wuppertal aus auf Weltreise geschickt, um ihre „magische Aufladung“ zu bekommen. Die Stationen waren Dublin (Goethe-Institut, 1991), Montreal (Goethe-Institut Montreal, 1993), Bethany in West Virginia (Bethany College, 1995) und Matagalpa (1997). Dort baute Berheide mit E. Froeschlin eine Druckwerkstatt auf. 1999 ging es weiter nach Santiago de Chile (Goethe-Institut) und 2001 nach Sydney (Goethe-Institut). Die nächste Station waren 2003 in Ohmishima in Japan. Ebenfalls 2003 gab es eine Ausstellung mit Zeichnungen und Objekten in der Ostasiatischen Gesellschaft in Tokio. 2005 folgte eine weitere Ausstellung in Ohmishima, innerhalb des Projektes Deutschland in Japan. 2006 erreichte die Figura Magica Negombo in Sri Lanka. Im Herbst 2007 ging die Reise weiter nach Lomé in Togo. Im Oktober 2009 kehrte die Skulptur heim zu ihrem endgültigen Standort auf dem Vorplatz des Schauspielhauses Wuppertal.
Zur Reise der Skulptur und ihrer „magische Aufladung“: Zunächst wünscht sich jeder Bildhauer, dass seine Skulptur viele Menschen berührt und das in möglichst vielen Kulturgesellschaften – zumal die Skulptur auf etwas hinweist, das uns alle betrifft, auf unseren Planeten Erde, auf dem wir leben. Ihre Form als überdimensionaler Hufeisenmagnet verweist direkt auf das magnetische Feld, das durch die Drehung der Erde und den Dynamoeffekt des schweren glühenden, metallenen, sich schneller mitdrehenden Erdkerns entsteht. Aber nicht nur durch ihre Form deutet sie auf die Mitte unseres Planeten, sondern auch durch ihre Materialhaftigkeit (Guss-Eisen) bezieht sie sich auf den Ort, an dem die Seele der Erde zu finden ist. Mit dem gedanklichen Nachvollziehen dieser Hinweise möchte Bodo Berheide das tiefe Verhältnis aufzeigen, das zwischen den Menschen, den Naturkräften und unserer Erde besteht und welches wir im Begriff sind, verkümmern zu lassen.

## Schriften
- Figura Magica. HP Nacke, Wuppertal 1998, ISBN 3-9806375-3-0.
- Figura magica - den kreis geschlossen: Bodo Berheides Skulptur reist um die Welt. Nordpark-Verlag, Wuppertal 2010, ISBN 978-3-935421-64-5.